# Incidente Xunhua

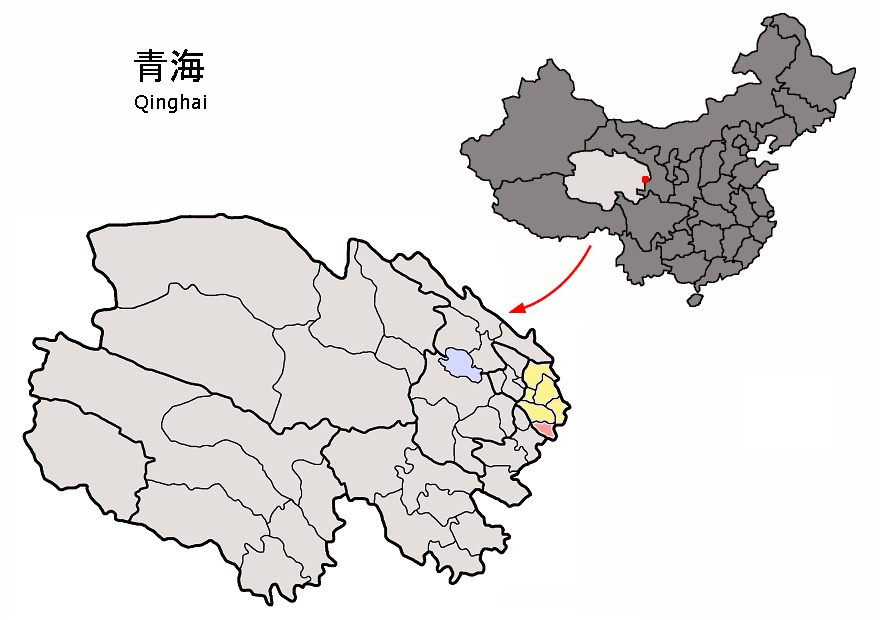
Condado autônomo de Xunhua Salar

O Incidente Xunhua (chinês: 循化事件) foi uma revolta do povo tibetano e do povo Salar contra o governo do Partido Comunista Chinês (PCC) em Qinghai em abril de 1958. O incidente ocorreu no condado autônomo de Xunhua Salar, na província de Qinghai, a cidade natal do 10º Panchen Lama, em meio ao Grande Salto Adiante. Desde março de 1958, as autoridades locais impuseram regras estritas para as transformações socialistas e para evitar a revolta, líderes religiosos incluindo Jnana Pal Rinpoche (加乃化仁波切), um monge respeitado, foram enviados à força para reeducação. Mais de 4.000 pessoas com diferentes origens étnicas se revoltaram e mataram um líder de equipe da força-tarefa do PCC. O incidente terminou em um massacre pelo Exército de Libertação Popular, matando 435 pessoas em quatro horas em 25 de abril, a maioria das quais eram civis desarmados.

## Contexto histórico

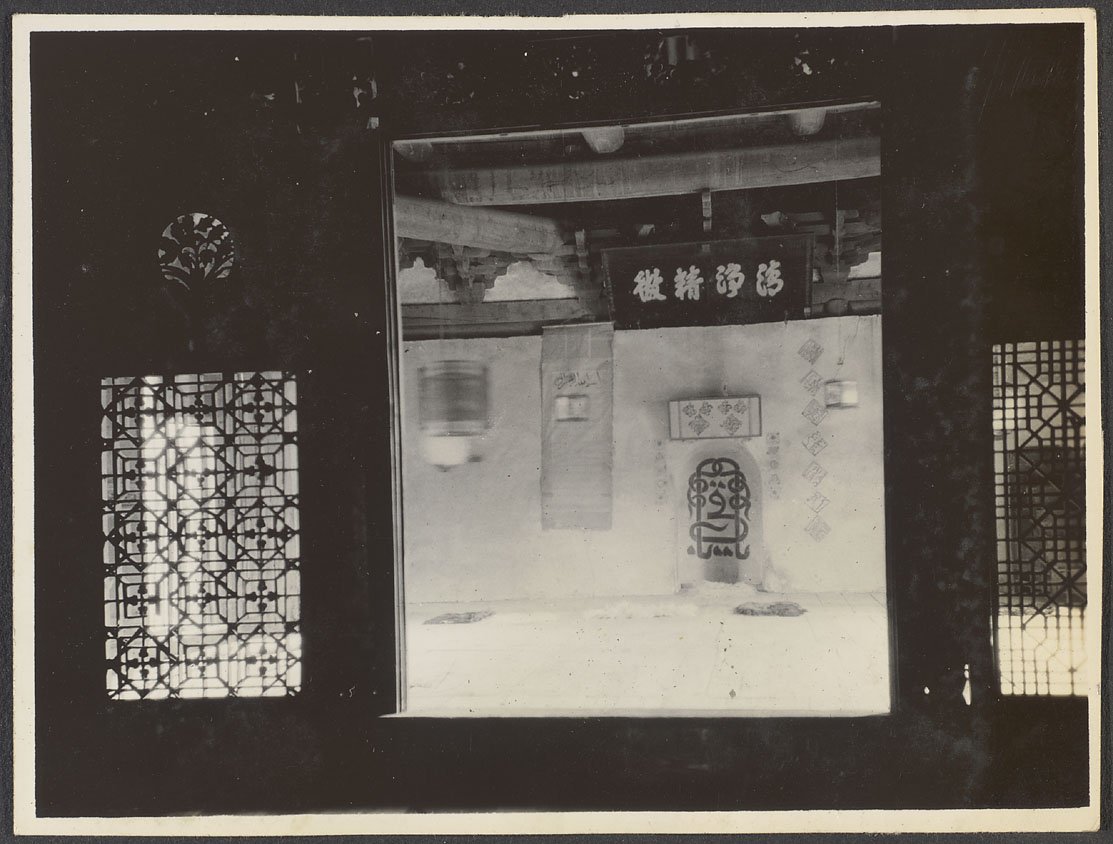
Um salão de orações da Mesquita de Salar perto da cidade de Jishi (积石镇) de Xunhua.

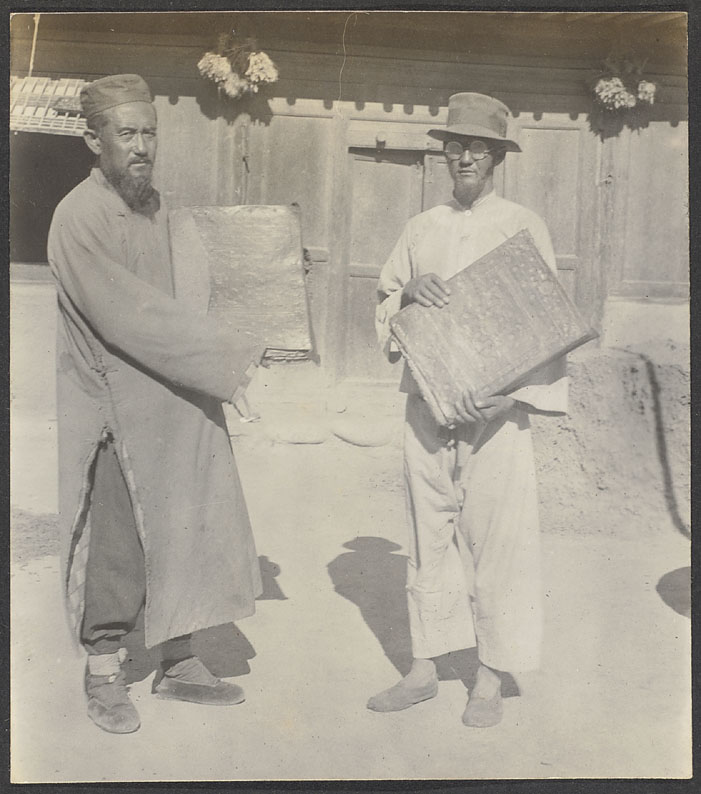
Salars muçulmanos segurando Alcorões.

Sob a liderança de Mao Tsé-Tung, o Partido Comunista Chinês (PCC) lançou a "Campanha Antidireitista" em 1957 e o Grande Salto Adiante em 1958. Os líderes locais na província de Qinghai pretendiam alcançar os objetivos da "revolução socialista" em um ritmo acelerado.
Em março de 1958, Zhu Xiafu (朱侠夫), o vice-secretário do comitê do PCC em Qinghai, convocou rápidas transformações socialistas dos nômades e estabeleceu cotas para diferentes áreas, estabelecendo à força as "cooperativas socialistas" para criação de animais. Ao mesmo tempo, para "prevenir a revolta", os líderes em Qinghai seguiram a diretriz do Comitê Central do PCC e começaram a "usar reuniões e sessões de estudo para controlar os líderes religiosos minoritários". Jnana Pal Rinpoche (加乃化仁波切), um monge de prestígio do Mosteiro de Bimdo (温都寺) que também era vice-administrador do condado de Xunhua e ensinou Dalai Lama e Panchen Lama, estava entre os líderes religiosos enviados para reeducação.

## A revolta
Em 17 de abril de 1958, um grupo de civis da cidade de Gangca resistiu às cooperativas socialistas e exigiu a libertação de Jnana Pal Rinpoche. Eles prenderam o secretário do PCCh na cidade de Gangca, cortando postes de serviços públicos, e no dia seguinte seus protestos se tornaram violentos, resultando na morte de um líder de equipe da força-tarefa do PCC.
À resistência juntou-se o povo Salar local e, em 24 de abril, mais de 4.000 pessoas lideradas pelo Salar sitiaram o condado de Xunhua. Algumas das lojas foram roubadas e vários funcionários locais foram espancados. No entanto, a resistência armada fugiu da área durante a noite.

## Supressão e massacre
Na manhã de 25 de abril, o Exército de Libertação Popular (ELP) enviou dois regimentos para reprimir o levante. Após a chegada, as tropas do ELP começaram a abrir fogo contra os civis que exigiam a libertação de Jnana Pal Rinpoche. Em quatro horas, as tropas perceberam que a maioria dos civis estava desarmada, mas já haviam matado 435 pessoas, com um total de 719 baixas. Na tarde de 25 de abril, um total de 2.499 pessoas foram presas, incluindo 1.581 Salars, 537 tibetanos, 343 hui e 38 chineses han. Fontes oficiais afirmam que o número de mortos entre as tropas do ELP foi de 17, além de uma perda estimada de propriedades no valor de 0,9 milhões de RMB na época.
Jnana Pal Rinpoche cometeu suicídio na "sessão de estudos" após ouvir a notícia e foi "identificado" pelas autoridades como o organizador do levante.
Mao Tsé-Tung mais tarde expressou apoio à repressão em Qinghai, afirmando que "o levante dos contra-revolucionários em Qinghai foi maravilhoso, pois era uma oportunidade para a libertação dos trabalhadores, e a decisão do comitê do PCC em Qinghai foi absolutamente correta".